# Jamie Mulgrew
James Mulgrew (Belfast, 5 giugno 1986) è un calciatore nordirlandese, centrocampista del Linfield.

## Carriera

### Club
Durante la sua carriera ha giocato con le due grandi del calcio nordirlandese: Glentoran e Linfield.

### Nazionale
Conta 2 presenze con la maglia della Nazionale nordirlandese.

## Palmarès

### Club

#### Competizioni nazionali
- Campionato nordirlandese: 12

Glentoran: 2004-2005
Linfield: 2005-2006, 2006-2007, 2007-2008, 2009-2010, 2010-2011, 2011-2012, 2016-2017, 2019-2020, 2020-2021, 2021-2022, 2024-2025
- Irish Football League Cup: 5

Glentoran: 2004-2005
Linfield: 2005-2006, 2007-2008, 2022-2023, 2023-2024
- Irish Cup: 7

Linfield: 2005-2006, 2006-2007, 2007-2008, 2009-2010, 2010-2011, 2011-2012, 2020-2021
- County Antrim Shield: 1

Linfield: 2005-2006